# Excoecaria simii
Excoecaria simii là một loài thực vật có hoa trong họ Đại kích. Loài này được (Kuntze) Pax mô tả khoa học đầu tiên năm 1912.